# واراندا (رود)
واراندا (ارمنی: Վարանդա (գետ)) رودی به طول ۸۱٫۲ کیلومتر است که در جمهوری آرتساخ واقع شده‌است. از کوه قره باغ سرچشمه می‌گیرد و به رود ارس می‌ریزد